# Morový sloup (Seifert)
Morový sloup je jednou z nejvýznamnějších sbírek básní českého spisovatele Jaroslava Seiferta, oceněného Nobelovou cenou za literaturu. Byla napsána mezi lety 1968 a 1970. Obsahuje především něžnou a intimní lyriku, morový sloup je místem mileneckých schůzek – i proto zněl zamýšlený název „Knížka polibků“. Kniha navazuje na předcházející sbírku Odlévání zvonů a má ráz básnického loučení autora se čtenáři.

## Vydání díla
Tato básnická sbírka vznikala mezi lety 1968 a 1970. Původní termín jejího vydání byl stanoven na rok 1971, avšak místo oficiálního vydání začal kolovat pouze její opis. Nakonec byla vydána až v roce 1973 v samizdatové edici Petlice. Morový sloup patří mezi jeden z nejrozšířenějších samizdatových souborů básní. O dva roky později bylo publikováno druhé vydání. Roku 1977 byla tato básnická sbírka vydána v exilovém nakladatelství Index, o rok později v Krameriově expedici. V roce 1980 vyšla konečná verze Morového sloupu v edici Kvart, o rok později byl vydán i v Československém spisovateli.

## Obsah

### Kompozice
Jednotlivá textová vydání Morového sloupu se liší počtem básní. Finální verze této sbírky je složena z úvodní básně Na jedné ze svých dávných přednášek..., dále přichází na řadu cykly básní Křik strašidel, Poutní místo, Kanálská zahrada, Morový sloup, Kolotoč s bílou labutí a konečná část nazvaná Epilogy, která je tvořena devíti básněmi (Věneček šalvějí, Modelka, Noční tma, Údery věžních hodin, Ptačí hlasy v korunách stromů, V prázdném pokoji, Zpěv slavíka, Kouř marihuany, A sbohem).

### Jazyk
Pro předchozí Seifertovy sbírky byl typický pravidelný rým a písňová forma. Tato sbírka se odlišuje tím, že se v ní vyskytuje volný verš a básně, které jsou formovány do krátkých slok, jsou v přemíře prozaizovány. Jazyk, který Seifert užil, je jednoduchý a prostý, téměř se zde nevyskytují básnická slova. V této sbírce se neobjevují ani básnické prostředky, nalezneme zde maximálně anaforu nebo přirovnání. Dalším netypickým prvkem pro jeho tvorbu je užití cizího jazyka, v cyklu Morový sloup se objevují slova z anglického jazyka.

### Motivy
Tato básnická sbírka měla mít původně funkci rozloučení se se čtenáři a životem. Typickým znakem Morové sloupu je opakování motivů v jednotlivých básních. Jde například o motiv smrti, který se objevuje především v úvodní básni. Dále zde můžeme najít motivy milostné, vzpomínkové, krajinné a existenciální. Objevuje se zde i motiv samotného opakování, kdy Seifert předloží příběh, který poté objasní, a následně  z něj vyvodí poznání, jako kdyby chtěl čtenářovi před svou osobní zkušenost.
| „ | Sluneční cestou se potácí starý stín sloupu od hodiny Okovů k hodině Tance. Od hodiny Lásky k hodině Dračích drápů. Od hodiny Úsměvu k hodině Hněvu. | “ |